# Problema di Galois inverso
In matematica, il problema di Galois inverso consiste nel determinare quali gruppi G siano gruppi di Galois di qualche estensione di Galois di un fissato campo F (se questa estensione esiste, si dice che G è realizzabile su F). Sebbene studiato da almeno un secolo, ad oggi (gennaio 2021) tale problema non è ancora risolto nella sua generalità.
La congettura principale in questo campo è che ogni gruppo finito sia il gruppo di Galois di qualche polinomio a coefficienti razionali.
È detto problema inverso in relazione al problema "usuale" della teoria di Galois, che richiede di determinare il gruppo di Galois di una data estensione di campi.

## Casi particolari
Sono noti diversi risultati al problema in casi particolari.

### Campi finiti
Il problema di Galois inverso è in particolare completamente risolto per i campi finiti: infatti il gruppo di Galois di {\displaystyle \mathbb {F} _{p^{n}}} su {\displaystyle \mathbb {F} _{p}} è sempre ciclico, generato dall'automorfismo di Frobenius, e quindi anche il gruppo di Galois di {\displaystyle \mathbb {F} _{p^{n}}} su {\displaystyle \mathbb {F} _{p^{m}}} (che, per il teorema fondamentale della teoria di Galois, è un suo quoziente) è ciclico.

### Gruppi abeliani
Leopold Kronecker ha dimostrato che ogni gruppo abeliano è il gruppo di Galois di qualche estensione del campo dei razionali {\displaystyle \mathbb {Q} }; la sua dimostrazione in realtà ne fornisce anche una costruzione esplicita, a partire dalle proprietà degli ampliamenti generati dai polinomi ciclotomici e sfruttando il teorema di Dirichlet sull'esistenza di infiniti numeri primi nelle progressioni aritmetiche e la classificazione dei gruppi abeliani finiti.
Secondo questo infatti, un gruppo abeliano è isomorfo ad un prodotto diretto di gruppi ciclici, ognuno dei quali può essere realizzato come gruppo di Galois di un'estensione contenuta in un {\displaystyle \mathbb {Q} (\xi _{p})} (dove quest'ultima è una radice dell'unità), dove p è un primo congruo a 1 modulo n (con n ordine del gruppo che andiamo a considerare). L'esistenza di infiniti numeri primi congrui a 1 modulo t per ogni t garantisce la possibilità di scegliere per ogni fattore un primo distinto; il campo cercato sarà allora il più piccolo campo (cioè il composto) di tutti i campi trovati a partire dai fattori.

### Altri risultati
Il teorema di irriducilità di Hilbert (dimostrato da David Hilbert) implica che per realizzare un gruppo di Galois sui razionali è sufficiente realizzarlo su un campo {\displaystyle \mathbb {Q} (X_{1},X_{2},\ldots ,X_{n})}. Questo ha portato alla dimostrazione che i gruppi simmetrici e i gruppi alterni sono gruppi di Galois su {\displaystyle \mathbb {Q} }.
Tutti i gruppi semplici, ad eccezione del gruppo di Mathieu M23, sono stati realizzati come gruppi di Galois su {\displaystyle \mathbb {Q} }.
Nel 1954 Igor' Šafarevič ha dimostrato con metodi della teoria dei numeri che tutti i gruppi risolubili sono gruppi di Galois di un'estensione dei razionali.

## Importanza del campo base
Eliminando la richiesta di realizzare il gruppo su un campo fissato, il problema diventa semplice da risolvere: infatti il gruppo di Galois del campo delle funzioni razionali {\displaystyle K=F(X_{1},X_{2},\ldots ,X_{n})} sul campo delle funzioni simmetriche {\displaystyle F(\sigma _{1},\sigma _{2},\ldots ,\sigma _{n})} è il gruppo simmetrico Sn, e  per il teorema di Cayley ogni gruppo finito è isomorfo ad un sottogruppo G di un gruppo simmetrico; quindi per il teorema fondamentale della teoria di Galois il gruppo di Galois di K sul campo fisso KG è isomorfo a G.